# Maesa martiana
Maesa martiana är en viveväxtart som beskrevs av Carl Christian Mez. Maesa martiana ingår i släktet Maesa och familjen viveväxter. Inga underarter finns listade i Catalogue of Life.